# Renault Estafette
Renault Estafette er en varevogn bygget af Renault fra oktober 1959 til 1980. Den blev produceret med 533.209 eksemplarer. Estafette er den første trækkraft, der blev lanceret af firmaet.
Nogle detaljer om dens design (tredelt bagdør, glidende sidedør) tyder på, at den var inspireret af succesen med Citroën Type H.